# Antoni Pawęcki
Antoni Pawęcki (ur. 24 listopada 1818, zm. 5 kwietnia 1889) – ukraiński działacz społeczny i polityczny, poseł do Sejmu Krajowego Galicji I kadencji (1861–1867), c.k. notariusz we Lwowie.
Członek założyciel Głównej Rady Ruskiej, pierwszy redaktor pierwszej ukraińskiej gazety "Zoria Hałyćka", członek komitetu założycielskiego Soboru Ruskich Uczonych.
Uzyskał mandat w IV kurii obwodu Żółkiew, z okręgu wyborczego nr 48 Rawa-Niemirów, po rezygnacji z mandatu Amwrosija Janowskiego, który został wybrany w innym okręgu.
Pochowany na Cmentarzu Łyczakowskim.